# 褚民谊
褚民誼（1884年1月17日—1946年8月23日），原名明遺，字重行，浙江省湖州府乌程县（今湖州市吳興区）人，中華民国醫師、公共衛生學者、政治人物、外交官，斯特拉斯堡大学醫學博士，汪精衛政權要人。
日本二戰投降後，被國民政府定为漢奸罪處決。褚民誼以精于书法和太极拳闻名，太極拳師從吳鑑泉。

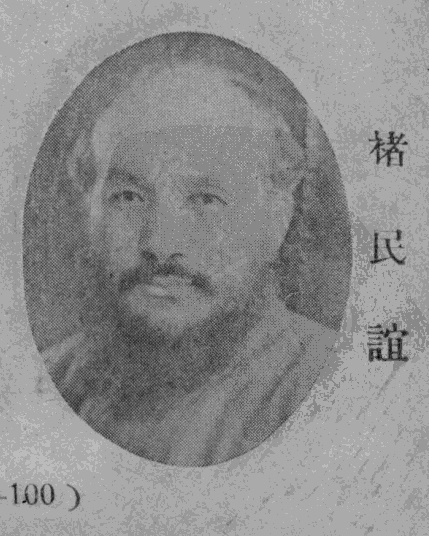
褚民誼

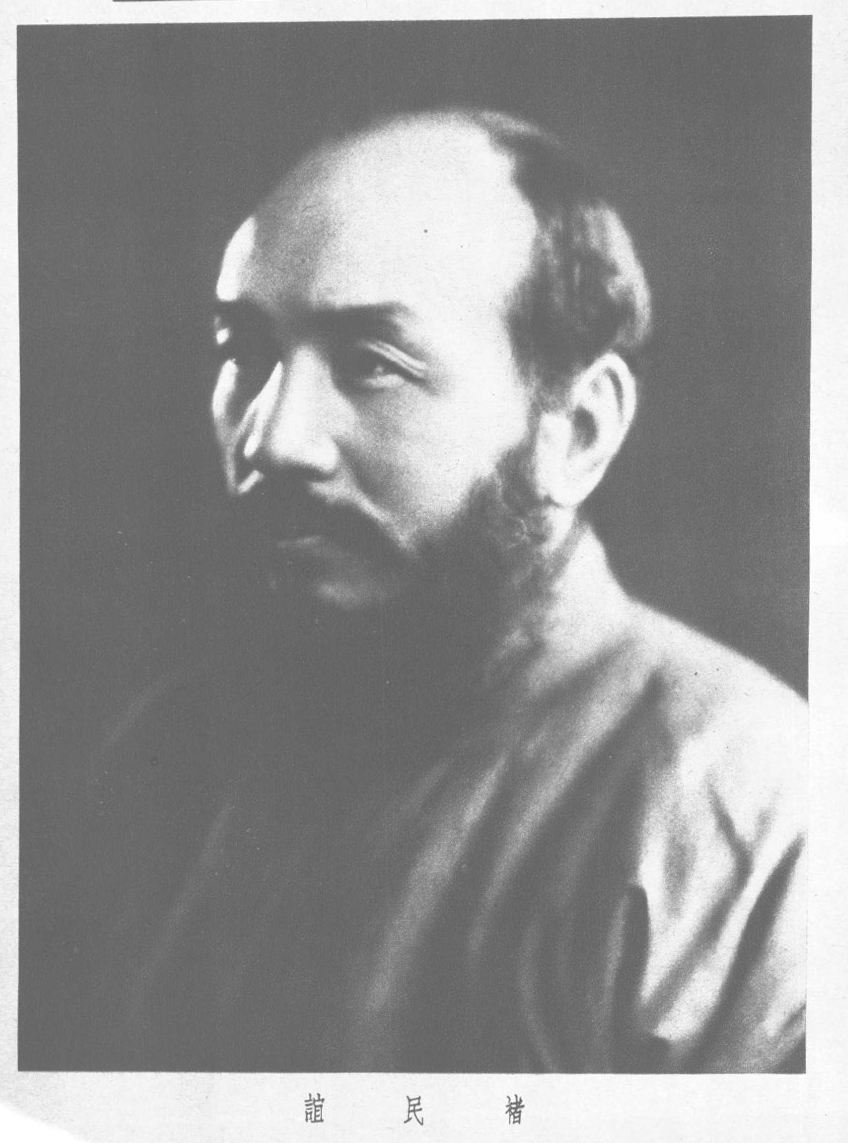
褚民誼

褚民誼妻子陳舜貞是汪精衛外母的養女。

## 生平
1884年1月17日，褚民誼生於吳興縣南浔镇的儒醫家庭。父親褚杏田是一位名醫。幼年學習儒學，後来學習英語及理科。1903年，入讀潯溪公學，次年由於學潮停辦，冬，他與周仲鴻、汪汝琦偕行赴日留學。入京都第三高等學校預備班。結業後返回上海，參加葉浩吾、葉青尹等的反滿組織樾社，投身黨會運動。
1906年，他随同郷的前輩張静江夫婦赴法。5月，途经新加坡時訪晤新加坡分會會長陳楚楠並加入中國同盟會。與吳稚暉、李石曾、蔡元培籌備創設巴黎中國印書局，出版『新世紀』月刊和『世界』畫報等中文刊物。1907年6月22日，『新世紀』周刊創刊，發表『普及革命』和『無政府說』兩篇文章。後來參與張靜江和李石曾等人的公司的經營。
1911年11月，偕張繼一同返國，並經黄興介紹，結識了汪精衛、陳璧君夫婦。南京臨時政府成立後，從東京遷至上海的同盟會本部轉到南京。1912年3月3日，褚民誼和黃郛、姚勇忱成立駐滬機關部。5月，擔任機關部總務長。8月，同盟會改組國民黨。9月，取道西伯利亞留學比利时，在布鲁塞尔自由大学學習醫學。
1914年8月，歐戰爆發，無法繼續學業，乃偕李烈鈞赴上海，又赴東京訪中華革命黨諸人。袁世凱抓捕張靜江，於是兩人一起避居日本，後又回到巴黎，入巴黎醫科大學預科學習，兼理中華印字局。1916年6月22日，華法教育會成立，作為發起人多參與會務。10月，轉入波爾多大學醫學院學習。1921年，他和吳稚暉、曾仲鳴創建里昂中法大學。1922年底，辭職轉入斯特拉斯堡大學醫學系完成自己的多舛的學業。1923年6月底，他修畢了博士學位課程，進入斯堡大學組織學研究所，師從保羅·布安，從事卵巢黃體問題的研究。1924年6月5日，完成『兔陰期變論』的博士論文，獲得博士學位。在斯堡讀書期間，他結識蕭子昇，相交甚篤，蕭還為其博士論文寫跋。
1924年12月23日，抵港歸國，任國立廣東大學教授。後同陳璧君的義妹陳舜貞成婚。1925年8月17日，廣大合併公醫醫科大學為其醫學院，褚民誼任院長，並兼任東征軍軍醫處處長。廣大校長鄒魯北上後，代理校長一職。1926年1月，他在中国国民党第二次全国代表大会上當選中央候補執行委員，不久任中央執行委員。1926年，北伐誓師，任總司令部軍醫處長。1928年，他赴歐洲研究公共衛生。9月14日，回到上海復職黨中央秘書長，兼任国民衛生建設委員会委員長。1929年3月，國民黨三大，當選候補中央監察委員。中原大戰期間，褚民誼專心黨務並促進中法交流。
1932年1月，蒋介石同汪精卫和解，汪精卫就任行政院院長，褚民誼出任行政院秘書長。1934年，他兼任中国国民党新疆建設计划委員会主任委員。1935年11月，汪精卫遇刺负伤而辞任，褚民誼也一同辞任，赴上海任中法国立工学院院長等职务。

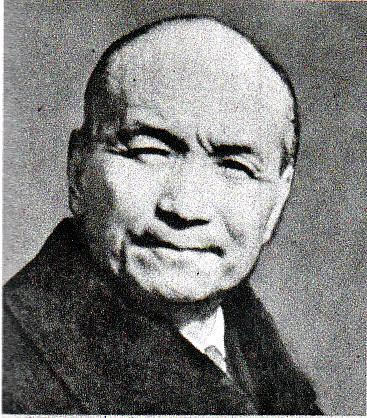
褚民誼(『写真週報』1940年4月3日号)

1937年，日军攻占上海，褚民誼因要负责中法国立工学院的事務而留在上海。1939年5月，他被秘密访问上海的汪精卫拉拢，参与建立親日政府的活动。8月，汪精卫在上海召开中国国民党第六次全国代表大会，褚民誼当选中央監察委員会常務委員、中央党部秘書長。
1940年3月，南京国民政府成立，褚民誼任行政院副院長兼外交部部長。以後，他负责对日本的外交折衝。同年12月，他任駐日本大使。1941年10月，他复任外交部長。此後他曾任访日特使，获昭和天皇授予勳一等旭日大綬章。
在南京国民政府中，他是和汪精卫、陳璧君接近的派系「公館派」的一員。1944年11月，汪精卫逝世，陳公博代理国民政府主席一职。此后陳公博和褚民誼发生激烈冲突，周佛海乃从中斡旋调和。
1945年7月，褚民誼被任命为广東省長兼保安司令、广州綏靖主任。同年8月日本投降，褚民誼摆出了对蒋介石的顺从姿态。然而10月他还是在广州被蒋介石下令逮捕。
1946年4月，他以漢奸罪被宣判死刑。

## 家庭
妻子陈舜贞，是陈璧君的义妹，高中文化，职业是家庭主妇。生有三子二女。幼子禇幼义，曾任北京科技大学教授。

## 軼事
- 褚民誼喜好新興宗教，信奉在理教、一貫道，並曾擔任「在理教總會長」。
- 褚民誼熱愛健身與武術，曾發明室內運動儀器，類似現今的健身器材。褚民誼對放風箏運動也大力提倡。
- 雕刻家王如玖曾為其雕像。

## 著作
- 《歐遊回憶錄》
- 《國術源流考》
- 《太極操》

## 延伸阅读
[在维基数据编辑]
 《海上名人傳·褚民誼》，出自《海上名人傳》
 在维基共享资源阅览影像
| 前任：（創設） | 外交部長1940年3月 - 12月 | 繼任：徐良 |

| 前任：徐良 | 外交部長1941年10月 - 1945年4月 | 繼任：李聖五 |

| 前任：陳春圃 | 广東省長1945年4月 - 8月 | 繼任：（废止） |